# 相良頼泰
相良 頼泰（さがら よりやす）は、江戸時代前期の肥後国人吉藩の世嗣。通称は長次郎。官位は従五位下・壱岐守。

## 略歴
3代藩主（相良氏23代当主）・相良頼喬の長男として誕生。母は相良長秀の娘・於亀（春晴院）。
延宝元年（1673年）に4代将軍・徳川家綱に拝謁する。延宝4年（1676年）12月20日に従五位下・壱岐守を叙任した。
延宝5年（1677年）、家督を相続することなく父に先立って16歳で早世した。
代わって弟・頼真が嫡子となったが、同じく早世し、後に側室から生まれた庶子3男1女も全て相次いで早世したため、頼泰の母の弟で、叔父にあたる頼福が頼喬の養子となって跡を継いだ。